# Safe Area Goražde
Safe Area Goražde is een non-fictieve striproman van de Amerikaanse journalist/striptekenaar Joe Sacco over de ervaringen van mensen in het Oost-Bosnische stadje Goražde tijdens de Bosnische Oorlogsjaren 1992-1995. Zij delen hun herinneringen met Sacco tijdens ontmoetingen die hij met hen heeft tijdens zijn vier reizen naar het gebied.
De eerste druk van Safe Area Goražde verscheen in 2000 bij uitgeverij Fantagraphics. De titel won de Will Eisner-award voor het beste grafische album van 2001. In het Nederlands is het boek verschenen als Moslimenclave Gorazde.

## Verhaal
Sacco reist als journalist naar Goražde, een tijdens de Bosnische Oorlog voor meer dan 70% uit moslims bestaande enclave in het oosten van Bosnië. Het werd tijdens de etnische zuiveringen van 1992-1995 volledig omringd door vijandelijke Servische krijgsmachten. Anders dan "het populaire Sarajevo" was er in de internationale media weinig aandacht voor.
Op het eerste van zijn vier verblijven in Goražde ontmoet Sacco Edin, een bijna afgestudeerde jongeman aan de universiteit in Sarajevo. Hij brengt de Amerikaan tijdens zijn verschillende bezoeken in contact met tientallen inwoners van het stadje, die hun verhaal doen over hun angst, onzekerheid, machteloosheid en het gevoel door heel de wereld verlaten te zijn tijdens de Bosnische oorlog, inclusief door UNPROFOR en de Verenigde Naties. Onder meer aan bod komen oorlogsmisdaden, genocide, een volledige splitsing van een volk dat kort daarvoor één was, politieke ontkenning en/of onderschatting van de ernst van zaken en eenzijdig niet-nageleefde verdragen. Dit wordt aangevuld met Sacco's eigen ervaringen tijdens zijn verblijven in Goražde. Hoewel het stadje te boek stond als een van de internationaal beschermde gebieden tijdens de oorlog, kwam daar in praktijk weinig van terecht.
Tijdens Sacco's bezoeken mag hij als journalist via de blue road ('blauwe weg', vernoemd naar de Blauwhelmen) in en uit het verder totaal geïsoleerde stadje reizen. De plaatselijke bevolking zit er al jaren vast.

## Context
Sacco voorziet waar nodig de gebeurtenissen van uitleg en context. Zo bevat Safe Area Goražde in de inleiding een korte uitleg van de eerdere verdeling van de verschillende Joegoslavische volkeren voor het aan de macht komen van Josip Broz Tito. Waar Arkan, Slobodan Milošević, Radovan Karadžić, Ratko Mladić en Bill Clinton in het verhaal opduiken, volgt enige duiding. Zij spelen in Safe Area Goražde minimale rollen op de achtergrond. Het verhaal draait in eerste instantie om de gebeurtenissen gezien door de ogen van de bewoners van Goražde.